# Dobrý král Václav

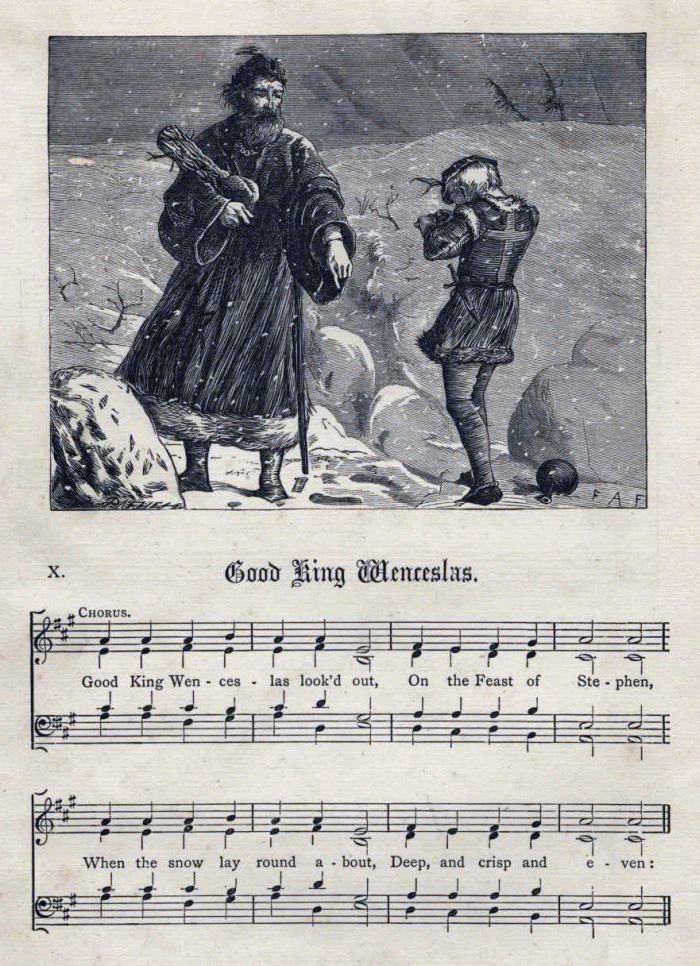
Koleda s ilustrací ve vydání z roku 1873

Dobrý král Václav (anglicky Good King Wenceslas) je oblíbená anglická koleda zpívaná při příležitosti svátku sv. Štěpána (26. prosinec). Koleda byla poprvé vydaná v roce 1853, hudba vychází z jarní koledy Tempus adest floridum ze 13. století a autorem textu je John Mason Neale, který přeložil báseň Václava Aloise Svobody. Koleda vypráví o dobrém panovníkovi Václavovi, vlastně českém knížeti svatém Václavovi, který pomáhá na svátek křesťanského prvomučedníka se svým pážetem chudému poddanému, a když přírodní podmínky zimy a noci pomoc ztěžují, koná i zázraky.
Koleda má několik překladů do češtiny, viz níže.

## Nápěv
Nápěv byl převzat ze skladby Tempus adest floridum (Velikonoce přišly) ze 13. století. Píseň byla poprvé publikována ve finském zpěvníku Pia Cantiones roku 1582. Piae Cantiones je sbírka sedmdesáti čtyř písní. Kniha je unikátním  soupisem evropských písní určených nejen pro církevní, ale i světské použití, čímž pádem sbírka představuje jedinečný záznam hudby pozdního středověku.

## Autorství
Odkud vzal Neale podklady pro příběh své koledy, se po jistou dobu nevědělo, protože se nejedná o žádný z typických výjevů života českého světce. V Česku převládal názor, že se jedná o anglické originální uchopení svatováclavské látky, naopak v Anglii, kde kult tohoto světce nebyl tolik známý, se věřilo, že vychází z původních českých středověkých legend. Až později bylo odhaleno, že se vlastně jedná o překlad básně, kterou napsal český básník a dramatik Václav Alois Svoboda a která byla vydána v roce 1847 trojjazyčně (česky, latinsky a německy) pod jménem Sankt Wenceslaw und Podiwin.

## Text
| J. M. Neale | J. Vladislav | Neznámý autor | V. Zeithammer | P. J. Vinš | Neznámý autor | Neznámý autor | Bohuslav Korejs |
| --- | --- | --- | --- | --- | --- | --- | --- |
| Good King Wenceslas looked out on the Feast of Stephen, when the snow lay round about, deep and crisp and even. Brightly shone the moon that night, though the frost was cruel, when a poor man came in sight, gath’ring winter fuel.          | Na Štěpána dobrý král Václav z okna hledí, všude kam se podívá, závěje a ledy. Svítil měsíc a byl mráz, pálil jako divý, a vtom spatří chudáka, jak tam sbírá dříví.             | Náš předobrý Václav král z okýnka se díval, všude sníh už napadal, celou zemi skrýval. Měsíc bílé světlo lil, třpytily se jívy, z lesa muž se vynořil, sbíral suché dříví.             | Oknem hleděl Václav král o Štěpána svátku, vysoko kde sníh zavál úvoz, pole, chatku. Luny polil jasný třpyt mrazem ztuhlé nivy, starci svítil její svit, jenž tu sbíral dříví.                   | Náš král Václav hleděl ven, když měl Štěpán svátek, všude kolem závěj jen, jako bílý šátek. Měsíc zářil skrze mrak, a vzduch byl mrazivý, muže spatřil králův zrak, jak tam jde na dříví.   | Hleděl dobrý Václav král z okna o Štěpáně, vysoko sníh zakrýval pole, lesy, stráně. Měsíc světlo vysílal na zamrzlé nivy, chuďasa vtom zahlíd král, jak si sbírá dříví.               | Dobrý král Václav hleděl, na Štěpána bylo, jak jiskřivý sníh ležel, všady kolem bílo, měsíc září z vysoka, zem se mrazem svírá, vtom král zahléd člověka, kterak klestí sbírá.            | Na svatého Štěpána král Václav se dívá: Bílým sněhem sypaná cesta s polem splývá, bledý měsíc vychází, krutý mráz kraj svírá, a tu poutník přichází, chrastí cestou sbírá.         |
| „Hither, page, and stand by me, if you know it, telling, yonder peasant, who is he? Where and what his dwelling?“ „Sire, he lives a good league hence, underneath the mountain, right against the forest fence, by Saint Agnes’ fountain.“     | „Hola, páže,“ pravil král, „podívej se honem. Odkud je ten sedláček, víš-li něco o něm?“ „Pane můj, ten sedláček bydlí támhle kdesi u studánky v chalupě pod samými lesy.“       | „Hola, páže, přistup blíž, pohleď na rozcestí. Odkud je ten neznámý, který sbírá klestí?“ „V horách žije, pane můj, v malé chýšce prosté, tam, kde potok pramení, zjara kvítí roste.“  | „Panoši můj, pohleď tam, řekni svému pánu, kdo je onen venkovan, v kterou bydlí stranu?“ „Anežky kde svatý zdroj míli odtud v stáni starých lesů tmavá chvoj chatu jeho chrání.“                 | Pojď sem, páže, neměj strach, pověz svému králi, odkud je ten chudý brach, v jaké bydlí dáli. „Žije, pane pod skalou, dobrých pár mil pouti, za studánkou prastarou, tam v lesním zákoutí.“ | „Panoši můj přistup blíž, zbystři oči svoje, venkovan tam, nevidíš, odkud je a kdo je?“ „Právě pane u svaté Anežčiny studně, míli odtud v lesnaté hoře žije trudně.“                  | „Přistup ke mně páže blíž, hleď, můžeš-li říci, copak je to za muže, dříví sbírající.“ „Chudáka já toho znám, chýši svou má v lese, nouze bída bydlí s ním, zimou se v ní třese.“         | „Hej, mé páže, pospěš sem, pověz svému králi: ten tam v plášti chatrném zblízka je, či zdáli?“ „Ten má, pane, chýšku svou za našimi lány, kde u lesa pod horou pramen svaté Anny.“ |
| „Bring me food and bring me wine, bring me pine logs hither, You and I will see him dine, when we bear them thither.“ Page and monarch, forth they went, forth they went together, through the cold wind’s wild lament and the bitter weather. | „Přines maso, přines chléb a pár polen k tomu, zanesem to ještě dnes sedláčkovi domů.“ A tak šli, král s pážetem, a tak vyrazili, i když venku vítr dul a vyl ze vší síly.       | „Přines víno, zvěřinu, ať je všeho dosti, v jeho chýši ubohé budeme dnes hosti.“ Venku začal vítr vát, spaly hradní stráže, tiše opustili hrad král a jeho páže.                       | „Dříví, maso, víno sem, pospěš se mnou, hochu. Posilniž se v domě mém, zimou zkřehlý kmochu.“ „Panoše a dobrý král vydali se k stráni, mrazivý kde vítr vál zasněženou plání.                    | „Masa, vína vezmi dost a na otop dříví, dnes ten muž náš bude host, hojnost ho navštíví.“ Spolu vyšli do mrazu, panoš se svým pánem, proti větru nárazům, zasněženým lánem.                 | „Masa dej a vína sem, proschlého též chvojí, my to k němu zanesem a on s námi pojí.“ Panoš s dobrým králem svým vydali se tedy, jdouce větrem mrazivým, vánicemi, ledy.               | „Masa vezmi, vína dost, borová polena. V jeho chatě chci být host, nechť vichřice sténá.“ Král i páže vyšli v dál, vyšli bez váhání, do větru jenž krutě vál, po sněhové pláni.           | „Dones masa, vína džbán, dříví borového! Dnes budeš ty i tvůj pán večeřet u něho.“ A tak král i s pážetem na cestu se dali, v krutém mrazu třeskutém sněhem putovali.              |
| „Sire, the night is darker now, and the wind blows stronger, fails my heart, I know not how; I can go no longer.“ „Mark my footsteps, my good page, tread now in them boldly, you shall find the winter’s rage freeze your blood less coldly.“ | „Pane můj, je hrozná tma a je hrozná zima. Sotva jdu, už nemůžu, strach mě z toho jímá.“ „Vkládej nohy do mých stop a pojď dál, můj hochu! Za chvíli ti nebude zima ani trochu.“ | „Pane můj, noc ztemněla, vítr sílí stále, bojím se a umdlévám, nemohu jít dále.“ „Vzmuž se, hochu, musíš dál, jak ti tvůj král káže, kráčej dál v mých šlépějích, nic se neboj, páže.“ | Potemněla jasná noc, prudčej‘ vítr vane, srdce divná jala moc. „Noha vázne, pane.“ „V stopy mé vstup, bude snáz, ubohý můj hochu, neožehne nohu mráz, zahřeješ se trochu.“                       | „Pane můj, už nemohu,“ páže síly sbírá, „led mě zebe na nohu, tma mě obestírá.“ „Chlapče, do mých šlépějí veď své kroky pádné, to ti vrátí naději, i když ti krev chladne.“                 | „Noc se tmí jsou závěje, prudší vítr vane, nevím ani co mně je, nemohu dál pane.“ „Chlapče choď v mých šlépějích, můžeš v nich jít snadno, nebude tě mrazit sníh, nebude ti chladno.“ | Vichru běs se rozkatil, měsíc již nesvítí. „U konce jsem svojich sil, nemohu dál jíti.“ „Stop mých pozorně si hleď,“ král k pážeti shlíží. „Do nich vkládej svoje teď, mráz ti neublíží.“ | „Pane můj, noc houstne tmou, srdce se mi chvěje, klesám k zemi únavou, padám do závěje!“ „Po mé stopě pojď jen dál, jež ti cestu razí! Uvidiš, že vichru pal krev ti neumrazí.“    |
| In his master’s steps he trod, where the snow lay dinted; heat was in the very sod which the saint had printed. Therefore, Christian men, be sure, Wealth or rank possessing, Ye who now will bless the poor shall yourselves find blessing.   | Vkládal nohy krok co krok do stop po svém králi, a kam vkročil svatý král, tam i sněhy hřály. Proto, věřte, křesťané, boháči i páni, ten, kdo cítí s chudými, dojde požehnání.   | Sněhem kráčí páže dál, náhle vůni cítí, všude tam, kde stanul král, vonné roste kvítí. Tak, mí milí křesťané, dobrý příklad mějme, jděme v Božích šlépějích, lidem pomáhejme.          | V stopách kráčel světcových, ejhle! div divoucí: žhavý tam byl chladný sníh jako sluncem žhoucí. Křesťanský ty muži, věz, statků máš-li dosti, čiň jak dobrý Václav, kněz, žehnáť Bůh štědrosti. | A hle, co to děje se, úžasem je jatý, chlapci teplo line se, tam kde šlápl svatý. Proto vězte křesťané, ten, kdo chudé chrání, když se k moci dostane, dojde požehnání.                     | Chlapec šel pak v kročejích svého pána krále, nemrazil ho tam již sníh, neznavila dále, pročež vězte křesťané, kdo dbá o chudáky, štěstí se mu dostane za odměnu taky.                | Mistra svého ve stopách páže následuje, nový život mu v žilách zázračně koluje. Křesťané by měli znát, že i v panování Bůh moc tomu dává rád, kdo se k nuzným sklání.                     | A tak stopou páně spěl, ač mráz v tváři pálí; kudy světec před ním šel, šlépěje ho hřály. Protož, milí křesťané, hleďme pomáhati chudým z lásky upřímné – Bůh nám stokrát vrátí!   |

## Odraz v kultuře
- V 6. řadě v 11. epizodě Vánoční deziluze amerického seriálu Teorie velkého třesku byla první sloka koledy odzpívána Sheldonem Cooperem, jakožto soutěžní úkol ze hry Dungeons & Dragons.[11]
- Koleda zazněla v animovaném seriálu Simpsonovi. V 8. epizodě 25. sezóny Vzpomínky na bílé Vánoce.
- Píseň zazněla také ve filmu Tři dny Kondora: Když si Robert Redford kupuje u stánku preclík, pak také před závěrečným dialogem Roberta Redforda a Cliffa Robertsona a nakonec těsně před závěrečnými titulky.
- Dalším filmem je Láska nebeská, kde začátek písně zpívá britský premiér se svým průvodcem na naléhání dětí v jednom domě při hledání milované ženy, když jde dům od domu.
- Odkaz na píseň se nachází i v seriálu Modern family (díl 9., řada 7. - White Christmas), kde Phil Dunfee pronese ve 20.minutě "Good king Venceslaw, there is snow!". Tato věta následuje potom, co se celá rodinná hádka najednou utiší a za okny se objeví bílé vločky (ve skutečnosti popel hořícího lesa), což je takový malý zázrak.